# Anthony Foxx
Anthony Foxx (ur. 30 kwietnia 1971 w Charlotte) – amerykański polityk. W latach 2009–2013 burmistrz Charlotte zaś w latach 2013−2017 sekretarz transportu Stanów Zjednoczonych w gabinecie Baracka Obamy.
3 listopada 2009 został wybrany na nowego burmistrza Charlotte zdobywając 51,5% i pokonując Johna Lassitera z Partii Republikańskiej. 7 grudnia 2009 rozpoczął urząd burmistrza stając się najmłodszym burmistrzem.
29 kwietnia 2013 prezydent Barack Obama mianował go nowym sekretarzem transportu po dymisji Raya LaHooda. 27 czerwca 2013 Senat Stanów Zjednoczonych zatwierdził jego nominację i 2 lipca 2013 został zaprzysiężony na sekretarza transportu Stanów Zjednoczonych.